# ФК Дьор
ФК Дьор (на унгарски: Győri ETO FC) е унгарски професионален футболен отбор от град Дьор. Клубът играе на най-високото ниво на Унгарския клубен футбол. Домакинските си мачове отборът играе на стадион „ЕТО Парк“, който разполага с капацитет от 16 000 седящи места. ФК Дьор е основан през 1904 година и е един от най-старите унгарски футболни отбори. От създаването си е претърпял множество преименувания. Клубните цветове са зелено и бяло.